# 空幹舞

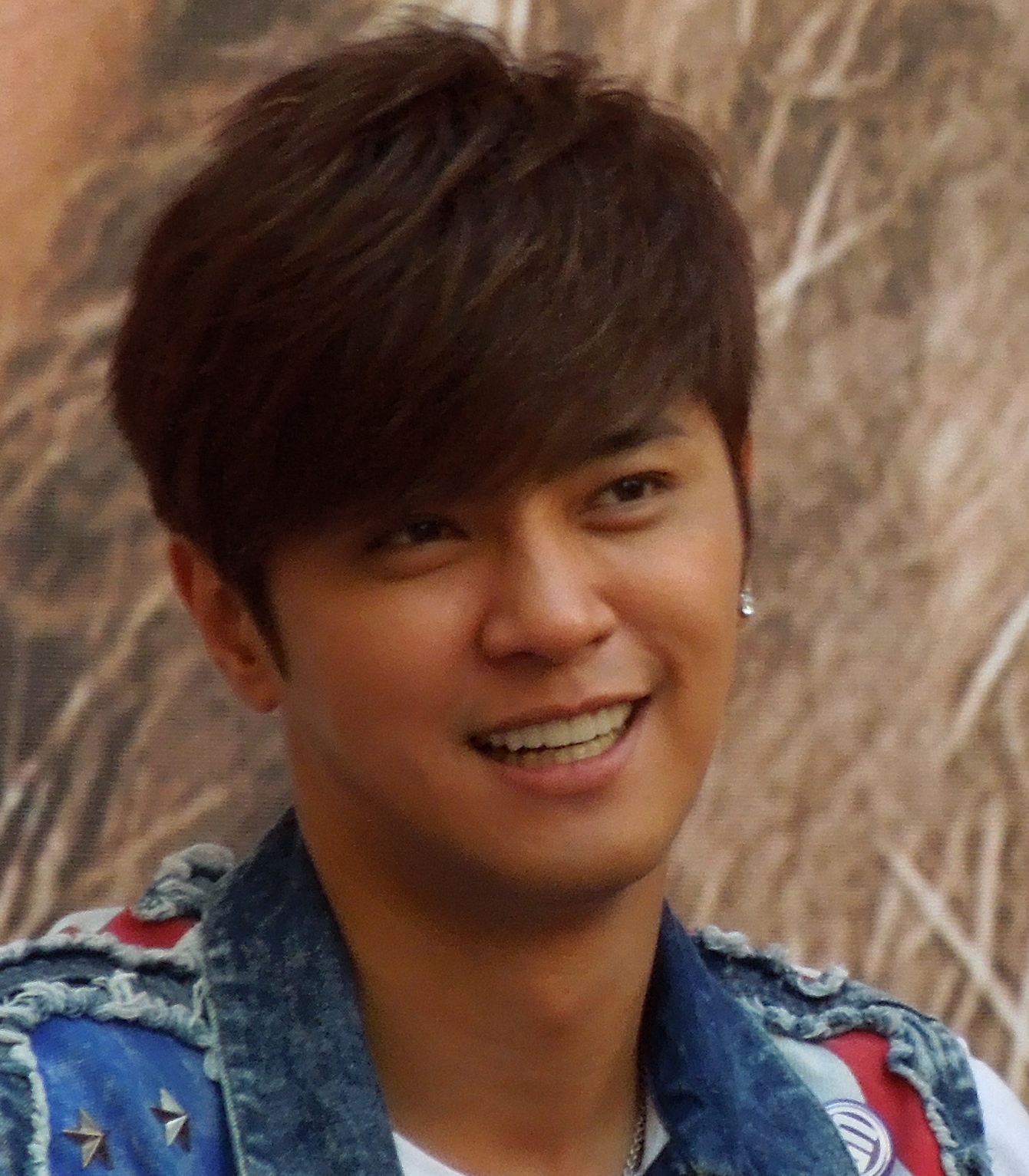
臺灣男歌手羅志祥在2012年台中有我在慶功簽唱會

空幹舞（英語：Air Fucking），是形容「身體對著空氣前後抖動下體」的一種舞蹈模式，類似於空氣性愛的動作。由於此舞蹈是歌手羅志祥的招牌舞蹈，其最長的空幹時間可以長達30秒以上，故其被譽為「亞洲空幹王」，也將此舞蹈在臺灣發揚光大。羅志祥的空幹舞，在香港則被網民稱為「光速屌閪舞」和「雙手打飛機」。
網路名人陳沂曾發言稱羅志祥是「亞洲空幹王」，遭到羅志祥所屬經紀公司天地合娛樂提告。但臺灣臺北地方法院一審判決認為，網友早就以「空幹舞」來形容羅志祥的此類舞蹈；而且在2015年9月26日《娛樂百分百》播放YouTube影片時，羅志祥觀看網友剪輯之影片後自稱「很害羞」，也未因網友指其舞蹈為「空幹舞」而有遭貶抑之感受，反而引以為傲，驕傲、欣喜之情，溢於言表；因此「亞洲空幹王」一詞足見褒揚，並不構成貶損羅志祥名譽。

## 歷史

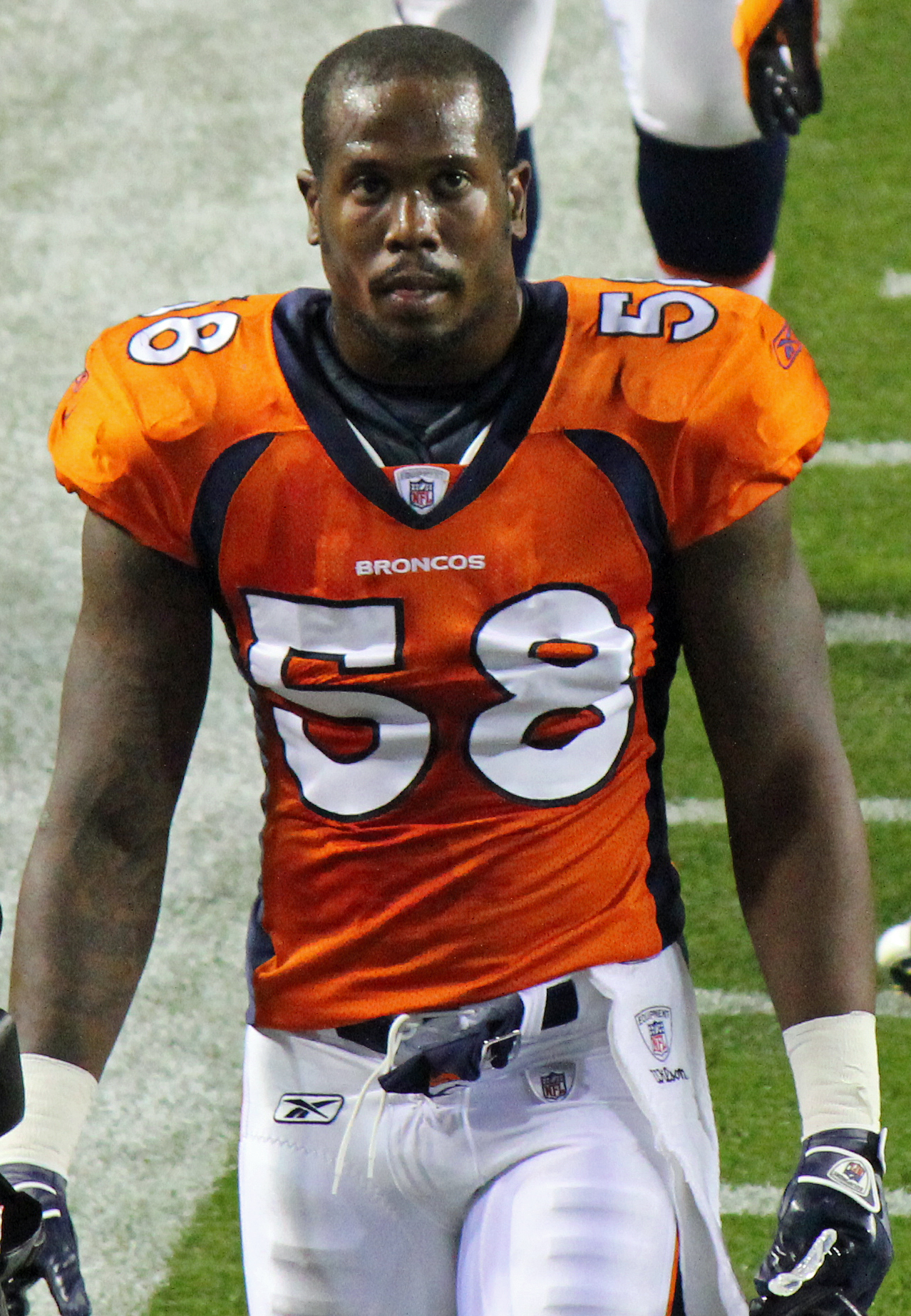
美國丹佛野马球員米勒

該舞蹈是2011年羅志祥在《舞法舞天 一萬零一夜》安可世界巡迴演唱會中，表演舞蹈之一。2015年也有《自由時報電子報》作為標題，形容美式足球丹佛野马後衛球員馮·米勒被裁罰的肢體動作。

## 爭議
羅志祥的簽名會有一個特殊的慣例：粉絲只要購買三張羅志祥的唱片，就可以與羅志祥合拍照片；只要購買五張，就可以與羅志祥擁抱（俗稱「三拍五抱」）。2015年11月，陳沂在臉書上批評羅志祥：「如果你真的像自己講的那麼愛歌迷的話，那應該只要有來簽名會，都可以拍照跟抱抱啊！三拍五抱根本就是用肉體來斂財，『亞洲空幹王』祥祥這種行徑跟賣淫小模有什麼兩樣？」  。
羅志祥所屬的天地合娛樂提告求償新台幣200萬元，並要求登《聯合報》等四大報道歉。 陳沂遭控告公然侮辱後，雙方律師於2016年1月19日首度出庭。陳沂認為稱呼羅志祥為「亞洲空幹王」是在形容他的舞步，並尊稱他是最會跳空幹舞的人。臺灣臺北地方法院審理後認為，陳沂批「賣淫小模」已屬人身攻擊，判賠新臺幣30萬元，並須在四大報紙頭版道歉。但「空幹王」一詞不損害羅志祥的名譽，法官認為「亞洲空幹王」無損羅志祥名譽的理由如下：
1. 法院以Google搜尋查詢「空幹王」三字，自民國101年起，即有眾多網友指原告為「空幹王」、「亞洲空幹王」，另有將「空幹王」列為羅志祥之綽號，民國104年10月3日還有網友剪輯表演片段，標題為「亞洲舞王展現高超絕技：空幹30秒，音效加強版」，甚至同日體育新聞之網路媒體亦以「美國羅志祥？空幹2下遭罰38萬」為標題，報導美國美式足球選手因在球場朝對手抖動下體之動作遭罰之消息，可見「亞洲空幹王」一詞並非陳沂首稱，而是沿襲網路及媒體對原告之稱謂。
2. 羅志祥雖提供中文維基百科資料指出，「幹」是「台語『姦』（性交、強姦）的華語轉寫，作為髒話或性俚語所用，屬下流話」，但以網友曾剪輯標題「亞洲舞王展現高超絕技：空幹30秒，音效加強版」看來，網友以「幹」形容羅志祥舞技高超，沒有貶抑之意。
3. 2011年4月11日羅志祥在《娛樂百分百》討論網友剪輯之「你能承受羅志祥的30秒嗎」youtube影片時，於節目中說：「它把我所有那種砰砰砰砰剪成30秒那個，連我看到都覺得害羞了」、「…你知道youtube上面有很多來自不同世界的朋友，我就看到下面有英文，我不知道他哪裡來的，他就：He so hot，覺得我很Hot」，法院認定當時他「驕傲、欣喜之情溢於言表」，表現毫不在意。